# Hosur, Tumkur
Hosur là một làng thuộc tehsil Tumkur, huyện Tumkur, bang Karnataka, Ấn Độ.